# Крешо Ґолік
Крешимир «Крешо» Ґолік (хорв. Krešo Golik, 20 травня 1922 — 20 вересня 1996) — югославський і хорватський кіно- і телевізійний режисер, кіносценарист. Протягом творчої кар'єри, що охоплює чотири десятиліття між кінцем 1940-х і кінцем 1980-х, Ґолік створив ряд відомих повнометражних, короткометражних фільмів і телесеріалів.
Працював майже виключно на заснованих в Загребі кінокомпаніях «Jadran Film», «Zagreb Film» і «Croatia Film». Ґолік вважається одним з найважливіших режисерів в хорватському кіно, а його комедія 1970 року «Все почалося з прогулянки» («Tko pjeva zlo ne misli») визнається найкращим хорватським фільмом всіх часів.

## Життя і кар'єра
Ґолік народився у Фужине, де здобув початкову освіту. Навчався у гімназії та школах графічного дизайну в Сені та Загребі. Працював спортивним журналістом на «Радіо Загреб» і режисером кінохроніки в «Jadran Film». У 1947 році Ґолік почав свою професійну кінокар'єру. Його першим повнометражним фільмом стала «Блакитна дев'ятка» («Plavi 9», 1950). Цей фільм є сумішшю промислового епосу радянського стилю, романтичної комедії та спортивної драми. Після виходу він швидко став найбільшим хітом тодішнього югославського кіно.
У 50-х роках Ґолік зняв також повнометражний фільм «Дівчина і дуб» («Djevojka i hrast», 1955). На початку шістдесятих років було виявлено, що Ґолік працював журналістом під час режиму усташів. Через це викриття Ґоліку майже на десять років було заборонено працювати режисером, але він продовжував працювати асистентом. Його повернення було відзначено документальним фільмом-антологією «Від 3 до 22» («Od 3 до 22», 1966), одним з найкращих документальних фільмів югославської «чорної хвилі».
Його мелодраматичні комедійні фільми «У мене дві матері і два батька» («Imam dvije mame i dva tate», 1968) і «Все почалося з прогулянки» стали вершиною його кар'єри. Ці стрічки гумористично зображували загребський середній клас під час комуністичного режиму і між світовими війнами, відповідно. Ці два фільми регулярно входять до десятки найкращих фільмів Хорватії всіх часів, як на думку критиків, так і глядачів. «Все почалося з прогулянки» вважається найпопулярнішим фільмом про Загреб.
Ґолік мав успіх і на телебаченні. Він знімав телевізійні фільми та серіали. Його найбільший телевізійний успіх — ще одна комедія — «Грунтовчани» («Gruntovčani», 10 серій, 1975), серіал про життя селян у хорватському регіоні Подравина. Його знімали на північно-західному хорватському кайкавському діалекті. Успіх серіалу сприяв відродженню використання діалектів у сучасній хорватській культурі.
З 1979 року до виходу на пенсію у 1989 році викладав кінорежисуру в Загребській академії драматичного мистецтва. У 1983 році нагороджений Премією Володимира Назора за життєві досягнення.
Крешо Ґолік помер у Загребі у вересні 1996 року.
Незважаючи на те, що він створював художньо більш витончені роботи, Крешо Ґолік найбільш відомий своїми легкими, розважальними фільмами та серіалом. Саме тому його часто порівнюють з Біллі Вайлдером та Ернстом Любічем. Ґолік є найпопулярнішим кінорежисером в Хорватії і часто вважається кращим представником хорватської ментальності середнього класу.

## Вибрана фільмографія
- Блакитна дев'ятка (Plavi 9, 1950; режисер і сценарист)
- Дівчина і дуб (Djevojka i hrast, 1955; режисер)
- Кала (1958; режисер)
- Мартін у хмарах (Martin u oblacima, 1961; сценарист)
- Надлишкова (Prekobrojna, 1962; сценарист)
- Ніколетіна Бурсач (Nikoletina Bursać, 1964; сценарист)
- У мене дві матері і два батька (Imam dvije mame i dva tate, 1968; режисер і сценарист)
- Все почалося з прогулянки (Tko pjeva zlo ne misli, 1970; режисер і сценарист)
- Жити в любові (Živjeti od ljubavi, 1973; режисер і сценарист)
- Razmeđa (1973; режисер)
- Pucanj (1977; режисер)
- Фіолетовий (Ljubica, 1978; режисер)
- Вілла Орхідея (Vila Orhideja, 1988; режисер і сценарист)